# Criquetot-le-Mauconduit
Criquetot-le-Mauconduit település Franciaországban, Seine-Maritime megyében. Lakosainak száma 195 fő (2022. január 1.). Criquetot-le-Mauconduit Canouville, Ouainville, Sassetot-le-Mauconduit, Theuville-aux-Maillots és Vinnemerville községekkel határos.

## Népesség
A település népességének változása:
| Lakosok száma | 181  | 176  | 174  | 176  | 175  | 177  | 183  | 189  | 195  |
|               | 2013 | 2015 | 2016 | 2017 | 2018 | 2019 | 2020 | 2021 | 2022 |